# Jean-Christophe Renault
Pour les articles homonymes, voir Renault (homonymie).
Jean-Christophe Renault, né le 22 mars 1960 à Liège, est un pianiste et un compositeur belge.

## Biographie
Marié à la guitariste, violoncelliste et compositrice Véronique Gillet, il est le père de deux filles : Mathilde Renault (chanteuse, pianiste et compositrice) et la plasticienne Adele Renault connue mondialement pour ses fresques monumentales représentant des pigeons des plumes.

### Jeunesse
Né en 1960 à Liège, Jean-Christophe Renault grandit bercé par les Beatles, le classique et le jazz. Petit-fils d’une pianiste classique, il débute à 7 ans sur un « Toy piano » et apprend avec sa grand-mère paternelle les premiers rudiments de l’instrument. Son père, ingénieur agronome, lui rapporte de ses voyages des disques de musiques russes qu’il écoute sans pouvoir lire les pochettes .
Il vit une quinzaine d’années en France où il étudie le piano classique, aux côtés de Colette-Claire Guilleret à Compiègne. À 10 ans, il joue du Ravel et du Satie sans que la compétition ou la technicité ne soit le cœur de l’enseignement qu’il reçoit.
De retour en Belgique, il découvre l’apprentissage classique à l’Académie Grétry et au conservatoire de Liège. La rigueur de cet enseignement ne lui convient pas et après quelques hésitations, et deux ans d’interruption, il continue tout de même la musique mais se tourne vers le Jazz. À 17 ans, il suit des cours de composition libre chez Frederic Rzewski, pianiste juif new-yorkais invité au conservatoire par Henri Pousseur. Après un premier prix de solfège, des cours de jazz à l’IACP à Paris et ses premières compositions, Jean-Christophe Renault joue en 1976 au festival de Mortroux ses premiers morceaux de free music. Il profite des nuits liégeoises pour se nourrir de be bop et de l’héritage jazzy dans le quartier du Carré.

### Carrière
Le pianiste travaille avec le pianiste américain Ron Wilson avant de se lancer avec Jacques Pelzer et Steve Houben. C’est avec eux qu’il sort son premier album en 1981 Valse pour Clotilde. En 1982, c’est l’album Ganga qui sort, trois ans plus tard Tout seul touche à touche et en 1988, il fonde le groupe "Charmant de sable". Il devient animateur de Jeunesses musicales et compose sans étiquette. Des musiques de films, une Messe imaginaire, il adapte l’Enfer de Dante, met en musique les grands poètes anglo-saxons (W.B. Yeats, E. Dickinson), il se veut inclassable.
Il fait de nombreux concerts et tournées à l’étranger (Brésil, Europe de l’Est, Italie…).
Après une dizaine d’années sans sorti d’album, Jean-Christophe Renault retrouve Fabrice Lamproye (co-patron des Ardentes et du Reflektor liégeois). Les compositions de l’artiste le pousse à recréer un label, baptisé Flak, sur lequel il le signe. En 2020, Jean-Christophe Renault sort son album Ears Have No Eyelids sur ce label.

## Discographie
- 1981 : Valse pour Clotilde (avec Jacques et Micheline Pelzer, Steve Houben)
- 1982 : Ganga (avec Steve Houben, Bert Thompson, Chris Joris)
- 1984 : Touche à Touche – Piano Solo
- 1988 : Charmant de sable (avec Véronique Gillet)
- 1991 : Kolokol – Solo
- 1998 : Hudba – Solo
- 1999 : Those dancing are gone (sur poèmes de W.B. Yeats avec Marion Michels, Véronique Gillet)
- 2002 : A la recherche du son perdu – Solo
- 2004 : Là est la question – Solo
- 2005 : Hors-piste (avec Didier Laloy)
- 2007 : Voyage de notes (avec Véronique Gillet)
- 2020 : Ears Have No Eyelids

## Musique pour l’image
- 1992 : Transatlantique, Queen Elizabeth 2[6]

## Musique de scène
- 1992 : Le Purgatoire, mise en scène par Pierre Laroche au Théâtre National
- 1999 : Musiques pour le Théâtre de la Communauté, mises en scène par Pierre Dorzée